# 1. ŽNL Sisačko-moslavačka
1. ŽNL Sisačko-moslavačka je  6. stupanj nogometnih natjecanja u Hrvatskoj, i 1. stupanj natjecanja u Sisačko-moslavačkoj županiji.
U ovoj ligi prvoplasirani klub igra kvalifikacije za 4. HNL – Središte Zagreb, a posljednjeplasirani klubovi ispadaju u 2. ŽNL Sisačko-moslavačku.  
Klubovi koji nastupaju u ovoj ligi su s područja Sisačko-moslavačke županije.

## Dosadašnji prvaci
| Sezona           | Klub                      |
| ---------------- | ------------------------- |
| 2019./20. ↓19/20 | Lekenik                   |
| 2018./19.        | Sloga Jazavica-Roždanik   |
| 2017./18.        | Moslavina Kutina          |
| 2016./17.        | Mladost Petrinja          |
| 2015./16.        | Lekenik                   |
| 2014./15.        | BSK Budaševo              |
| 2013./14.        | Mladost Gornja Gračenica  |
| 2012./13.        | Radnik Majur              |
| 2011./12.        | Radnik Majur              |
| 2010./11.        | Lekenik                   |
| 2009./10.        | Banovac Glina             |
| 2008./09.        | Radnik Majur              |
| 2007./08.        | Ekonomik Donja Vlahinička |
| 2006./07.        | Lokomotiva Kutina         |
| 2005./06.        | Metalac Sisak             |
| 2004./05.        | BSK Budaševo              |
| 2003./04.        | Mladost Petrinja          |
| 2002./03.        | Moslavina Kutina          |
| 2001./02.        | Sloga Maris Jazavica      |
| 2000./01.        | Moslavac Popovača         |
| 1999./00.        | Metalac Sisak             |

 Kategorija:1. ŽNL Sisačko-moslavačka 

Kategorija:Sezone četvrtog ranga HNL-a 

Kategorija:Sezone petog ranga HNL-a 

Napomene: 

↑19/20  - u sezoni 2019./20. prvenstvo prekinuto nakon 17. kola zbog pandemije COVID-19 u svijetu i Hrvatskoj

## Vanjske poveznice
- Službena stranica nogometnog saveza Sisačko-moslavačke županije